# جون يونسون
جون يونسون (بالسويدية: Jon Jönsson)‏ هو لاعب كرة قدم سويدي في مركز الدفاع، ولد في 8 يوليو 1983 في كريستيانستاد في السويد. شارك مع منتخب السويد تحت 17 سنة لكرة القدم ومنتخب السويد تحت 21 سنة لكرة القدم. أما مع النوادي، فقد لعب مع توتنهام هوتسبير ونادي إلفسبورغ ونادي بروندبي ونادي تولوز ونادي مالمو.

## وصلات خارجية
- جون يونسون على موقع اتحاد السويد (السويدية)
- جون يونسون على موقع قاعدة بيانات كرة القدم.إي يو (الإنجليزية)
- جون يونسون على موقع ليكيب (الفرنسية)
- جون يونسون على موقع Soccerway.com (الإنجليزية)
- جون يونسون على موقع AS.com (الإسبانية)